# Divisione "Eugenio Fumagalli"
La Divisione "Eugenio Fumagalli" è stata una brigata partigiana costituita il 25 aprile 1945 su ordine del comandante Enrico Martini detto "Mauri", operante nelle zone della Val Bormida e dalle Langhe. Ne fecero parte nuovi combattenti autonomi, insieme a partigiani in precedenza aderenti al gruppo "Bacchetta" guidato da Giuseppe Dotta, poi comandante della "Fumagalli".
Venne intitolata alla memoria di Eugenio Fumagalli detto "Nene", medico partigiano milanese morto nel gennaio 1945.

## Organizzazione
Guidata da un comando di 31 volontari, si componeva di 4 brigate composte da oltre 1.500 partigiani:
- Brigata Valbormida "Antonio Giuliani" (391 volontari)
- Brigata Montenotte "Giovanni Chiarlone" (323 volontari)
- Brigata Valle Uzzone "Bruno Lichene" (338 volontari)
- Brigata Savona "Sergio Sguerso" (426 volontari)